# 京西北路
京西北路是中國宋朝时设置的一个路，地處北宋首都東京開封府的西部。
至道三年（997年），定天下为15路。熙宁五年（1072年），正式分京西路为京西北、南二路。京西北路的治所在河南府，管辖河南府、许州、孟州、蔡州、陈州、颍州、汝州、信阳军；建炎年间全境沦于金国，京西北路建制废除。金国在此设置南京開封路等。

## 简介
北宋時，此地為宋朝重要的文化地區。京西北路包括4府河南府、颍昌府、淮宁府、顺昌府，5州--郑州、滑州、孟州、蔡州、汝州以及信阳军、永安军，大致包括今天的安徽省北部，河南省的大部等。
南宋建炎衣冠南渡，京西北路建制撤銷，但該地仍為宋金交戰的主戰場之一。

## 行政區劃
| 府、州、军 | 附郭县               | 县 | 監     |
| 河南府     | 河南县、洛阳县       | 偃师县、颍阳县、巩县、密县、新安县、福昌县、伊阳县、渑池县、永宁县、长水县、寿安县、河清县、登封县、望陵县、伊阙县、缑氏县 | 阜财监 |
| 颍昌府     | 许昌郡（忠武军节度） | 长社县、郾城县、阳翟县、长葛县、临颍县、舞阳县、郏县、许田县                                                               |        |
| 淮宁府     | 淮阳郡               | 宛丘县、项城县、商水县、西华县、南顿县                                                                                     |        |
| 顺昌府     | 汝阴县               | 泰和县、颍上县、沈丘县 |        |
| 郑州       | 荥阳郡               | 管城县、荥泽县、原武县、新郑县、荥阳县                                                                                     |        |
| 滑州       | 灵河郡               | 白马县、韦城县、胙城县、灵河县                                                                                             |        |
| 孟州       | 济源郡               | 河阳县、济源县、温县、汜水县、河阴县、王屋县                                                                               |        |
| 蔡州       | 汝南郡               | 汝阳县、上蔡县、新蔡县、褒信县、遂平县、新息县、确山县、真阳县、西平县、平舆县                                             |        |
| 汝州       | 临汝郡               | 梁县、襄城县、叶县、鲁山县、宝丰县                                                                                         |        |
| 信阳军     | 信阳县               | 罗山县、钟山县 |        |
| 永安军     | 永安县               | |        |